# Harry Tincknell
Harry Tincknell, né le 29 octobre 1991 à Exeter, est un pilote automobile britannique pilotant actuellement dans le Championnat du monde d'endurance.

## Biographie
Il commence la compétition automobile en 2001 par l'intermédiaire du karting.
De 2005 à 2013, il pilote dans différentes catégories en monoplace, et notamment en Championnat d'Europe de Formule 3.
En 2014, il fait ses débuts en endurance automobile et signe une victoire en LMP2 au sein de l'équipe Jota Sport dès sa première participation aux 24 Heures du Mans 2014.
En 2015, il rejoint le programme Nissan avec la Nissan GT-R LM Nismo, la voiture roulera seulement aux 24 Heures du Mans 2015.
À partir de 2016, il s'engage avec Ford en catégorie LMGTE Pro avec la nouvelle Ford GT dans le Championnat du monde d'endurance ; ayant comme équipier régulier Andy Priaulx. Il poursuit en 2017.

## Palmarès
- 2009 (Championnat de Grande-Bretagne de Formule Renault Winter Series) : Champion
- Vainqueur des 24 Heures du Mans 2014 en catégorie LMP2
- Champion European Le Mans Series 2016 en catégorie LMP2

## Résultats en compétition automobile

### Résumé
| Saison    | Série                                                               | Équipe                   | Courses | Victoires | Poles | Meilleurs tours | Podiums | Points | Position |
| --------- | ------------------------------------------------------------------- | ------------------------ | ------- | --------- | ----- | --------------- | ------- | ------ | -------- |
| 2008      | Championnat de Grande-Bretagne de Formule Renault 2.0 Winter Series | CR Scuderia              | 4       | 0         | 0     | 0               | 0       | 56     | 7e       |
| 2008      | Championnat du Portugal de Formule Renault                          | CR Scuderia              | 2       | 0         | 0     | 0               | 0       | 8      | 13e      |
| 2009      | Championnat de Grande-Bretagne de Formule Renault                   | CRS Racing               | 19      | 0         | 1     | 2               | 4       | 323    | 5e       |
| 2009      | Formula Renault 2.0 Northern European Cup                           | CRS Racing               | 2       | 0         | 0     | 0               | 0       | 8      | 33e      |
| 2009      | Championnat de Grande-Bretagne de Formule Renault Winter Series     | CRS Racing               | 4       | 2         | 4     | 1               | 4       | 119    | 1er      |
| 2010      | Championnat de Grande-Bretagne de Formule Renault                   | CRS Racing               | 20      | 2         | 2     | 1               | 7       | 375    | 5e       |
| 2011      | Championnat de Formule 3                                            | Fortec Motorsport        | 30      | 1         | 0     | 0               | 4       | 78     | 11e      |
| 2012      | Championnat de Formule 3                                            | Carlin                   | 28      | 4         | 0     | 1               | 9       | 226    | 5e       |
| 2012      | Championnat d'Europe de Formule 3                                   | Carlin                   | 8       | 0         | 0     | 0               | 0       | 0      | NC†      |
| 2012      | Grand Prix de Macao de Formule 3                                    | Fortec Motorsports       | 1       | 0         | 0     | 0               | 0       | N/A    | 9e       |
| 2013      | Championnat d'Europe de Formule 3                                   | Carlin                   | 30      | 1         | 2     | 0               | 2       | 227    | 5e       |
| 2014      | European Le Mans Series                                             | Jota Sport               | 5       | 1         | 3     | 0               | 3       | 74     | 2e       |
| 2014      | Championnat du monde d'endurance FIA - LMP2                         | Jota Sport               | 2       | 1         | 0     | 0               | 2       | 0      | NC†      |
| 2014      | 24 Heures du Mans - LMP2                                            | Jota Sport               | 1       | 1         | 0     | 0               | 1       | N/A    | 1er      |
| 2015      | European Le Mans Series                                             | Jota Sport               | 5       | 1         | 4     | 2               | 4       | 89     | 3e       |
| 2015      | Championnat du monde d'endurance FIA - LMP2                         | Jota Sport               | 1       | 1         | 0     | 0               | 1       | 0      | NC†      |
| 2015      | Championnat du monde d'endurance FIA                                | Nissan Motorsports       | 1       | 0         | 0     | 0               | 0       | 0      | 34e      |
| 2015      | 24 Heures du Mans                                                   | Nissan Motorsports       | 1       | 0         | 0     | 0               | 0       | N/A    | NC       |
| 2016      | European Le Mans Series                                             | G-Drive Racing           | 2       | 1         | 0     | 0               | 2       | 43     | 1er      |
| 2016      | Championnat du monde d'endurance FIA - LMGTE Pro                    | Ford Chip Ganassi Racing | 2       | 0         | 0     | 0               | 1       | 30     | 2e       |
| 2017      | Championnat du monde d'endurance FIA 2017                           | Chip Ganassi Racing      | 9       | 2         | 1     | 0               | 4       | 142.5  | 3e       |
| 2017      | 24 Heures du Mans 2017                                              | Chip Ganassi Racing      | 1       | 0         | 0     | 0               | 1       | N/A    | 2e       |
| 2017      | WeatherTech SportsCar Championship 2017                             | Chip Ganassi Racing      | 1       | 0         | 0     | 0               | 0       | 26     | 23e      |
| 2018      | WeatherTech SportsCar Championship 2018                             | Joest Racing             | 8       | 0         | 0     | 0               | 0       | 171    | 17e      |
| 2018      | 24 Heures du Mans 2018                                              | Chip Ganassi Racing      | 1       | 0         | 0     | 0               | 0       | N/A    | 12e      |
| 2018-2019 | Championnat du monde d'endurance FIA 2018-2019                      | Chip Ganassi Racing      | 8       | 0         | 2     | 1               | 4       | 90     | 4e       |
| 2019      | WeatherTech SportsCar Championship 2019                             | Joest Racing             | 9       | 2         | 1     | 2               | 3       | 233    | 9e       |
| 2019      | European Le Mans Series 2019                                        | Carlin Motorsport        | 4       | 0         | 0     | 0               | 0       | 2.5    | 27e      |
| 2019      | 24 Heures du Mans 2019                                              | Chip Ganassi Racing      | 1       | 0         | 0     | 0               | 0       | N/A    | 4e       |
| 2019-2020 | Asian Le Mans Series 2019-2020                                      | Carlin Motorsport        | 4       | 2         | 2     | 1               | 4       | 82     | 2e       |
| 2020      | WeatherTech SportsCar Championship 2020                             | Joest Racing             | 1       | 0         | 0     | 0               | 0       | 25     | 6e*      |

† Tincknell étant un pilote invité, il est inéligible aux points.
* Saison en cours.

### Résultats aux 24 Heures du Mans
| Année | Équipe                    | Équipiers                         | Voiture              | Classe    | Tours | Pos. | Class Pos. |
| ----- | ------------------------- | --------------------------------- | -------------------- | --------- | ----- | ---- | ---------- |
| 2014  | Jota Sport                | Simon Dolan Oliver Turvey         | Zytek Z11SN-Nissan   | LMP2      | 356   | 5e   | 1er        |
| 2015  | Nissan Motorsports        | Alex Buncombe (en) Michael Krumm  | Nissan GT-R LM Nismo | LMP1      | 242   | NC   | NC         |
| 2016  | Ford Chip Ganassi Team UK | \| Andy Priaulx Marino Franchitti | Ford GT              | LMGTE Pro | 306   | 40e  | 9e         |
| 2017  | Ford Chip Ganassi Team UK | \| Andy Priaulx Pipo Derani       | Ford GT              | LMGTE Pro | 340   | 18e  | 2d         |
| 2018  | Ford Chip Ganassi Team UK | \| Andy Priaulx Tony Kanaan       | Ford GT              | LMGTE Pro | 332   | 36e  | 12e        |
| 2019  | Ford Chip Ganassi Team UK | Andy Priaulx Jonathan Bomarito    | Ford GT              | LMGTE Pro | 342   | 23e  | 4e         |